# «Богатир» йде в Марто
«„Богати́р” йде в Марто́» (рос. «„Богатырь“ идёт в Марто») — радянський пригодницький художній фільм, знятий на Київській студії художніх фільмів у 1954 році.
У фільмі звучить пісня Юлія Мейтуса на вірші Євгена Долматовського «В плаванье нынче уходим опять» у виконанні Миколи Крючкова.
Головним консультантом фільму виступив капітан далекого плавання Георгій Мезенцев.

## Сюжет
Іноземне місто Марто дуже постраждало від повені, спричиненої землетрусом. Місцеві ділки, які прагнуть нажитися на чужому горі, підраховують можливі прибутки. У цей час радянському пароплаву «Богатир» доручено доправити постраждалим будівельні матеріали та плоти з деревиною.
Дізнавшись про це, іноземні фірми вирішують перешкодити прибуттю судна до Марто: виводять з ладу маяк, влаштовують пожежу на вантажному пароплаві «Крісті» і вибух на «Богатирі», але радянські моряки вчасно ліквідують небезпеку і «Богатир» прибуває в Марто.

## Виконавці й ролі
- Михайло Бєлоусов — Микола Васильович Крутов, капітан пароплава «Богатир».
- Василь Нещипленко — Микита Матвійович Лучинін, перший помічник капітана.
- Лев Фричинський — Майоров, другий помічник капітана.
- Борис Безгін — Воронець, третій помічник капітана.
- Віктор Добровольський — Зиновій Григорович Бутенко, боцман.
- Микола Крючков — Єгор Іванович Плошкін, старший матрос.
- Віктор Авдюшко — Олексій Павлович Колос, інженер.
- Еліна Бистрицька — Євгенія Олександрівна Сергеєва, радистка.
- Клавдія Лепанова — Ганна Львівна Велехова, лікар.
- Олена Тяпкіна — Анастасія Петрівна Грибова, кухар.
- Ізольда Ізвицька — Настенька.
- Юрій Кротенко — Архаров, молодий моряк-стажер.
- Раднер Муратов — Петро, радист.
- Георгій Бударов — Фрітьйоф Ґанзен, капітан пароплава «Крісті».
- Леонід Пирогов — Ларсен, боцман.
- Микола Граббе — Нед Бергер.

та інші.

## Знімальна група
- Сценарист: Йосиф Прут
- Режисери-постановники: Євген Брюнчугін, Сигізмунд Навроцький
- Головний оператор: Олексій Мішурин
- Режисер: Суламіф Цибульник
- Оператор: Валентин Орлянкін
- Композитор: Юлій Мейтус
- Текст пісні: Євген Долматовський
- Звукооператор: Ростислав Максимцов
- Художники: Олексій Бобровников — декорації, Катерина Гаккебуш — костюми, Яків Грінберг — грим
- Монтаж: К. Шаповалова
- Комбіновані зйомки: оператор — Микола Іллюшин, художник — Фелікс Вакеріса-Гальдос
- Оркестр міністерства культури УРСР, диригент — Костянтин Симеонов
- Головний консультант: капітан далекого плавання Георгій Мезенцев
- Директор картини: Олександр Котовець